# Peter Lücker (Mediziner)
Peter Wolfgang Lücker (* 8. November 1933 in Hamburg; † 28. November 2022) war ein deutscher Pharmakologe, Hochschullehrer, Dirigent und Kommunalpolitiker (FDP).

## Leben
Lücker wurde in Hamburg geboren und ging in Lübeck zur Schule. Nach dem Abitur studierte er Medizin in Kiel, Oxford, Tübingen und Homburg. Seit 1956 war er Mitglied der Alten Königsberger Burschenschaft Alemannia in Kiel, später wurde er auch Mitglied der Berliner Burschenschaft Allemannia (heute Burschenschaft Redaria-Allemannia Rostock).
Nach Abschluss des Studiums und der Approbation als Arzt promovierte Lücker zum Thema der verbesserten Frakturheilung unter Gabe bestimmter wachstumsfördernder Medikamente in Homburg.
Es folgten mehrere Jahre Chirurgie und später dann in der Pharmaindustrie Pharmakologie und Toxikologie. Er machte seinen Abschluss als Facharzt für Pharmakologie und Toxikologie. Danach arbeitete Lücker in der Klinischen Pharmakologie mit entsprechendem Abschluss als Arzt für Klinische Pharmakologie. Die Habilitation erfolgte 1982 in an der University of Cincinnati in Ohio wo Lücker als Adjunct Professor for Pharmacokinetics 17 Jahre las und 1996 emeritiert wurde. Er publizierte zahlreiche wissenschaftliche Artikel in Fachzeitschriften zu Fragestellungen der Klinischen Pharmakologie und Pharmakokinetik.
1977 gründete Lücker das Institut für Klinische Pharmakologie GmbH zunächst in Bobenheim am Berg und später in Grünstadt. Das Institut war Auftragnehmer für die globale Pharmaindustrie. 2001 verkaufte Lücker die GmbH und gründete im Jahr darauf in Grünstadt die Prof. Dr. Lücker Consulting GmbH.
Politisch war Lücker von 1974 bis 1993 Mitglied der CDU, acht Jahre davon als Gemeinderat tätig und wechselte dann zur FDP. Dort erlangte er als Vorsitzender des Stadtverbandes Grünstadt ein Mandat im Stadtrat und im Kreistag. Von 2003 bis 2010 war er Vorsitzender des FDP-Gemeindeverbandes Grünstadt-Leiningerland.
Lücker beschäftigte sich immer parallel zu seinem Hauptberuf mit Musik, zunächst als Kontrabassist in verschiedenen Kammerorchestern und später nach einem Zusatzstudium bei George Hust mit dem Dirigieren. Außer zahlreichen Konzerten als „ständiger Gast“ des Kurpfälzischen Kammerorchesters Mannheim bekleidete er die Stelle des Chefdirigenten des Konzertensemble Salzburg. Von dort wurde er 1989 an die Staatliche Filharmonie Bohuslav Martinů nach Zlín berufen auf die Position des Chefdirigenten. Außer der Konzerttätigkeit entstanden etwa 30 CDs mit romantischer Musik, unter anderem mit dem gesamten symphonischen Werk von Sergei Wassiljewitsch Rachmaninow.